# René Frecaut
René Victor Nicolas Frecaut, né le 5 janvier 1928 à Liocourt et mort le 17 septembre 1985 à Nancy, est un universitaire et géographe français spécialiste d'hydrologie continentale

## Biographie
René Frecaut est né en 1928 à Liocourt en Moselle (France) ; il est le fils de Joseph Frécaut, instituteur et ardent défenseur du patois lorrain, et de Marie Bello. Reçu doublement bachelier (Mathématiques élémentaires et Philosophie-Lettres en 1945-1946), il entreprend des études de géographie à la Faculté des Lettres de Nancy, où il obtient une licence (1948) puis un diplôme d'études supérieures (1950) ; ce dernier est l'occasion du premier article signé de sa main en 1951 dans les Annales de l'Est. Il enseigne de 1952 à 1957 au lycée de Metz, tout en préparant l'agrégation de géographie sous la direction d'André Guilcher, à laquelle il est reçu en 1957.
Il est ensuite nommé au lycée Henri-Poincaré à Nancy de 1957 à 1961, puis rejoint l'Institut de Géographie de la Faculté de Nancy (devenue Université de Nancy II), qu'il ne quitte plus jusqu'à son décès en 1985. Il y est successivement assistant, maître de conférences puis professeur des Universités, peu après la soutenance de sa thèse d'Etat en 1971 ( la Moselle et son bassin) sous la direction d'André Guilcher et avec le soutien du maître Maurice Pardé, avec qui il collabore dès 1962 et qui le considère comme son héritier spirituel. Cette thèse constitue la première grande monographie fluviale depuis celle de Maurice Pardé sur le Rhône en 1925.
Ses activités d'enseignement le conduisent à créer plusieurs formations de troisième cycle baptisées Eau et Aménagement, puis Géographie et Aménagement, attirant à Nancy des étudiants français et internationaux. Par ailleurs, il est membre de nombreuses années du jury de l'agrégation de géographie. Parallèlement il dirige dès 1973 une équipe de recherche ou un laboratoire associé au CNRS en géographie physique ; il publie de multiples articles et ouvrages de référence en hydrologie, pour certains en collaboration avec d'éminents confrères géographes de disciplines proches (Pierre Pagney et Bernard Dézert). Il introduit en France le concept de bilan hydrologique, propose une caractérisation des régimes fluviaux par région géographique et climatique et s'intéresse en particulier aux questions des transports solides et des étiages.
Dès 1974, il est nommé président de la Commission d'Hydrologie continentale du Comité National français de Géographie. En 1980, il est accueilli comme membre du conseil scientifique du Comité National français des Sciences hydrologiques. Il dirige de 1972 à 1985 la Revue Géographique de l'Est. Il assure aussi la responsabilité de 1967 à 1985 de la section d'hydrologie continentale de la Bibliographie Géographique Internationale, et est membre fondateur et administrateur du NANCIE, centre international de l'eau de Nancy, créé en collaboration avec les collectivités locales et les grands industriels lorrains au début des années 80.
N'ayant jamais oublié la Lorraine, il assure la direction d'un ouvrage collectif, la Géographie de la Lorraine (1984), qui prend la suite de celui publié par Jules Blache en 1938 et pour lequel il reçoit le prix Barbié du Bocage de la Société de géographie.

## Travaux et publications
La liste détaillée des publications de René Frecaut figure dans l'article de la Revue Géographique de l'Est cité ci-dessous dans les sources. Elle comporte près de 70 références.
Outre les multiples articles et notes, on retiendra notamment :
- Eléments d'hydrologie continentale. Cours CDU , Paris, 1964, 231 pages
- La Moselle et son Bassin. Contribution à l'hydrologie et à la dynamique fluviale en milieu milieu tempéré. Thèse de doctorat d'Etat, Brest, Université de Bretagne Occidentale, octobre 1971, 840 pages (Prix Henri-Milon de la Société hydrotechnique de France, 1972)
- Climatologie et hydrologie fluviale à la surface de la terre''. En collaboration avec Pierre Pagney, Paris, CDU-SEDES, 1978, 221 pages
- L'économie des eaux continentales. Aménagement et environnement. En collaboration avec Bernard Dézert, Paris, CDU-SEDES, 1978, 185 Pages
- Eléments d'hydrologie et de dynamique fluviale. Tome 1: Hydrologie et dynamique fluviales des régions chaudes et humides des basses latitudes. Nancy, PUN, 1982, 147 pages
- Dynamique des climats et de l'écoulement fluvial. En collaboration avec Pierre Pagney, Paris, Masson, 1983, 239 pages
- Géographie de la Lorraine. Direction de l'ouvrage et collaboration avec 17 auteurs, Nancy , PUN et Metz, Editions Serpenoise, 1983, 633 pages.